# 22 (število)
22 (dváindvájset) je naravno število, za katero velja 22 = 21 + 1 = 23 - 1.

## V matematiki
- sestavljeno število.
- drugo Smithovo število {\displaystyle 2+2=2+1+1=2\,\!}.
- četrto petkotniško število {\displaystyle 22=4(3\cdot 4-1)/2\,\!}.
- četrto Schröderjevo število.
- sedmo najmanjše število, za katerega velja Midyjev izrek.
- osmo polpraštevilo.
- pri delitvi kroga s samo šestimi daljicami je največje število likov, ki jih lahko dobimo, enako 22.
- Perrinovo število

## V znanosti
- vrstno število 22 ima titan (Ti).

## Drugo

### Leta
- 422 pr. n. št., 322 pr. n. št., 222 pr. n. št., 122 pr. n. št., 22 pr. n. št.
- 22, 122, 222, 322, 422, 522, 622, 722, 822, 922, 1022, 1122, 1222, 1322, 1422, 1522, 1622, 1722, 1822, 1922, 2022, 2122